# Charles-Philippe de Patin
Charles-Philippe de Patin, of Karel-Filip Pattijn (Ieper, 19 april 1687 - Gent, 17 juli 1773), behorende tot de familie de Patin, was tussen 1742 en 1772 voorzitter van de Raad van Vlaanderen. Hij werd vooral bekend vanwege zijn inzet voor het voortbestaan van de Oostendse Compagnie. 
Charles Philippe burggraaf de Patin

## Loopbaan
Charles-Philippe de Patin werd geboren in Ieper als oudste zoon van Pierre de Patin, heer van Terbeke en schepen van de Zaal van Ieper, en Catherine-Thérèse de Smet. 
Hij was licentiaat in de rechten en werd beroepshalve jurist. In 1721 klom hij op tot adviseur van de Grote Raad van Mechelen. Als jurist en raadgever pleitte hij voor het voortbestaan van de Oostendse Compagnie en het recht op vrije handel op zee.  
Zijn stellingen publiceerde hij in het boek Mare liberum. Ondanks zijn inzet kon hij echter niet verhelpen dat de Oostendse Compagnie werd opgedoekt. 
In 1728 werd hij door landvoogdes Marie Elisabeth van Oostenrijk naar Frankrijk gestuurd om het Congres van Soissons bij te wonen. In 1729 werd hij lid van de Geheime Raad.
Uit tevredenheid voor zijn inzet werd Charles-Philippe in 1733 door de landvoogdes gepromoveerd tot regent-raadsheer bij de Opperste Raad der Nederlanden in Wenen. Wegens deze functie en wegens de achtergrond van zijn familie diende hij in 1735 een aanvraag in om tot de adelstand verheven te worden, wat hem ook werd toegestaan met de titel van burggraaf, overdraagbaar bij eerstgeboorte. Al zijn nazaten kregen daarbij de erfelijke titel van ridder. In 1741 werd hij aangesteld tot voorzitter van de Raad van Vlaanderen. Hij vervulde dit ambt tot zijn ontslag in 1772.  
Na de dood van zijn vader in 1735 erfde hij de heerlijkheden Terbeke, Schaepwijde, Burgcautere, Geluwe en Langemark. 
In 1715 huwde hij met Thérèse Waltrude du Bois, met wie hij verschillende kinderen kreeg. Een dochter Jeanne huwde met markies Charles Von Belcredi. 
Een zoon François werd penningmeester van de Orde van het Gulden Vlies.

## Publicatie
- Mare Liberum. De vrij zeebevaeringhe uyt de wet der natuer der volckeren en der borgers, Mechelen, 1726.